# Dinamarca en los Juegos Olímpicos de Atlanta 1996
Dinamarca estuvo representada en los Juegos Olímpicos de Atlanta 1996 por un total de 119 deportistas que compitieron en 14 deportes.  
El portador de la bandera en la ceremonia de apertura fue el jugador de bádminton Thomas Stuer-Lauridsen.

## Medallistas
El equipo olímpico danés obtuvo las siguientes medallas:
| Nombre                                                         | Deporte          | Competición                 |
| -------------------------------------------------------------- | ---------------- | --------------------------- |
| Oro                                                            |                  |                             |
| Poul-Erik Høyer Larsen                                         | Bádminton        | Individual M                |
| Equipo                                                         | Balonmano        | Torneo F                    |
| Thomas Poulsen Eskild Ebbesen Victor Feddersen Niels Henriksen | Remo             | Cuatro sin timonel (LM4-) M |
| Kristine Roug                                                  | Vela             | Europe F                    |
| Plata                                                          |                  |                             |
| Rolf Sørensen                                                  | Ciclismo en ruta | Ruta M                      |
| Bronce                                                         |                  |                             |
| Trine Hansen                                                   | Remo             | Scull ind. (W1x) F          |